# Colmar Manor
Colmar Manor es un pueblo ubicado en el condado de Prince George en el estado estadounidense de Maryland. En el Censo de 2010 tenía una población de 1.404 habitantes y una densidad poblacional de 1.054,64 personas por km².

## Geografía
Colmar Manor se encuentra ubicado en las coordenadas 38°55′48″N 76°56′34″O / 38.93000, -76.94278. Según la Oficina del Censo de los Estados Unidos, Colmar Manor tiene una superficie total de 1.33 km², de la cual 1.21 km² corresponden a tierra firme y (8.75%) 0.12 km² es agua.

## Demografía
Según el censo de 2010, había 1.404 personas residiendo en Colmar Manor. La densidad de población era de 1.054,64 hab./km². De los 1.404 habitantes, Colmar Manor estaba compuesto por el 27.14% blancos, el 34.97% eran afroamericanos, el 0.14% eran amerindios, el 7.19% eran asiáticos, el 0% eran isleños del Pacífico, el 26.78% eran de otras razas y el 3.77% pertenecían a dos o más razas. Del total de la población el 45.01% eran hispanos o latinos de cualquier raza.